# Batman (pokrajina)
Pokrajina Batman (turski: Batman ili) je pokrajina koja se nalazi u jugoistočnom dijelu Turske.
Prostire se na površini od 4.649 km2 a prema podacima iz 2010. godine u ovoj pokrajini je živjelo 510.200 stanovnika. Jedna je od gušće naseljenih pokrajina s 110 stanovnika/km2.
Pokrajina je važna zbog svojih rezervi i proizvodnji nafte koja je započela tokom 1940-ih. Naftna nalazišta su povezana 494 km dugim naftovodom do turske luke İskenderun. Pamuk je glavni poljoprivredni proizvod.
Osim toga značajna je i po svojim arheloškim nalazištima.
Željezničkim prugama pokrajina je povezana sa susjednim pokrajinama Diyarbakir i Elazığ kao i s glavnim turskim gradom Ankarom.
Glavni grad pokrajine je Batman.
Većinsko stanovništvo čine Kurdi.

## Okruzi
Pokrajina se sastoji od 6 okruga:
- Batman,
- Beşiri,
- Gercüş,
- Hasankeyf,
- Kozluk i
- Sason.

U pokrajini se nalazi 270 sela.

## Vanjske poveznice
- Službena stranica pokrajine